# Église Saint-Berthuin de Malonne
L'église Saint-Berthuin est un édifice religieux catholique sis à Malonne, près de Namur, en Belgique. L’ancienne église abbatiale romane de l'abbaye de Malonne, un important monastère de la région’ est remplacée par l’église actuelle, de style baroque, pour la partie tour et nef, entre 1651 et 1653. Faute d’argent, le chœur roman reste en place jusqu’en 1722 où il est lui aussi transformé. Anciennement église abbatiale, elle est devenue église paroissiale lorsque les chanoines de l’ordre de Saint-Augustin durent quitter les lieux à la Révolution française. 

## Introduction
Le village de Malonne se trouve sur la rive droite de la Sambre, en région namuroise. Il est peuplé de plus ou moins 5100 habitants. 
L’église fit partie du complexe architectural de l’ancienne abbaye Saint-Berthuin de Malonne, devenue institut d'éducation. Elle se trouve dans un quartier du centre du village appelé « Fond de Malonne » de par sa situation géographique. En effet, l’église est coincée au fond d’une vallée encaissée creusée par le Landoir. La plupart des habitations se trouvant sur les hauteurs du village, l’église a été construite munie d’une grande tour et d’un haut clocher de façon à être vue de tous et à porter le son des cloches le plus loin possible. Elle fut aussi bâtie pour répondre au besoin de somptuosité, de grandeur et de richesse des églises de cette époque. L’église a déjà fait l’objet d’études, notamment par un historien et historien de l’art de Malonne. Il s’est penché sur l’édifice et a sorti quelques publications assez complètes traitant du sujet. D’autres articles sont parus, notamment deux de ceux-ci faisant la description de l’église. Malgré cela, de manière générale, peu d’articles, de publications ou d’ouvrages en parlent.

## Histoire de l'édifice et état de conservation
Quelques années avant le début de la construction de l’édifice, le chanoine-abbé de Malonne tombe sous le charme de l’église Saint-Loup de Namur. Il s’en inspire pour la construction de sa nouvelle église abbatiale, l'ancienne étant trop austère pour le goût de l'époque. La construction commence en 1651 et se termine en 1653. L’abbé Jean Stapleaux fait raser les murs de l’ancienne église à l’exception de ceux du chœur et organise la construction de la nouvelle église au même emplacement. Elle est accolée à l’ancien chœur roman. La construction de la nef se termine en 1653 et cela clôt les travaux. Ceci est attesté par la clé de voûte qui sépare la nef du chœur. 
La tour-clocher carrée est érigée en 1655. Par la suite, un nouveau chœur est venu se greffer sur le vaisseau en 1722 pour remplacer le chœur de l’ancienne église romane qui avait été conservé. Cela se vérifie avec le monogramme placé sur la voûte. On retrouve sur un autre monogramme le nom du chanoine-abbé  Jean-François Bidart, ce qui montre que l'initiative de ce nouveau chœur lui revient. Au fil du temps, l’église n’a pas subi d'autres transformations. L’édifice actuel est toujours le même qu’en 1722. L’iconographie ancienne le confirme. 
Le plafond sous le jubé est charpenté de grosses poutres de chêne équarries à la hache. Il doit surement être encore d’époque à la vue de son mauvais état de conservation. Pour l’élévation des murs des collatéraux, le niveau inférieur est composé de pierres de taille qui sont à nouveau du calcaire de Meuse et qui datent de l’époque de construction de l’église. On y voit des traces d’outils qui doivent être celles du ciseau, réalisées par percussion posée. En ce qui concerne le niveau supérieur, les murs, tout comme les voûtes, sont recouverts d’une peinture qui ne doit pas être d’origine. Les murs de la nef sont quant à eux peints à l’imitation de la pierre de France au même titre que les voûtes. Ici se pose la question de l’authenticité de la peinture de ces murs. Étaient-ils peints en blanc ou déjà en pierre de France ? Il est fort probable que l’imitation de cette pierre soit une amélioration apportée aux XIXe-XXe siècle, dans le but de rendre l’église plus somptueuse. Nous pouvons remarquer que la peinture des voûtes n’est plus bonne, on y voit en effet certaines traces. Ceci montre qu’elles ont subi des dégradations. Malgré cela, elles sont assez bien conservées. Il y a peu de chance qu’elles datent de la construction de la nef en 1653. Il doit surement s’agir d’une peinture assez récente. Les murs et les voûtes du chœur sont aussi peints à l’imitation de la pierre de France. De nouveau, de grosses altérations sont visibles sur ceux-ci. Le chœur est plus abimé que le reste de l’église, ce qui est assez étonnant vu que celui-ci est plus récent que la nef. Ces traces peuvent être expliquées par une infiltration des murs. La porte, ornée de clous à tête carrée, n’est pas d’époque, elle doit dater des années 1900. Si l’on compare avec la porte d’aujourd’hui, on voit que c’est exactement la même. Bien entendu, elle a pu avoir été refaite récemment, mais comme aucune archive n’en parle, nous ne pouvons pas vraiment en être sur. Par contre, la serrure, elle, est toujours d’origine. Le dallage doit être d’origine également, il est en marbre et est différent dans la nef et dans le chœur. Une chose retenant l’attention est cette dalle entre la nef et le chœur, ornée d’un chronogramme en latin qui donne la date de 1869 : eCCLesIe paVIMento renoVanDo, præsens posVIt Ioannes saCre. La véracité de cette inscription est prouvée par l’attribution des travaux de réparation du pavement de l’église par la Fabrique d’Eglise à monsieur Jean Sacré, en 1869 comme le confirme le registre de la Fabrique. 

## Description

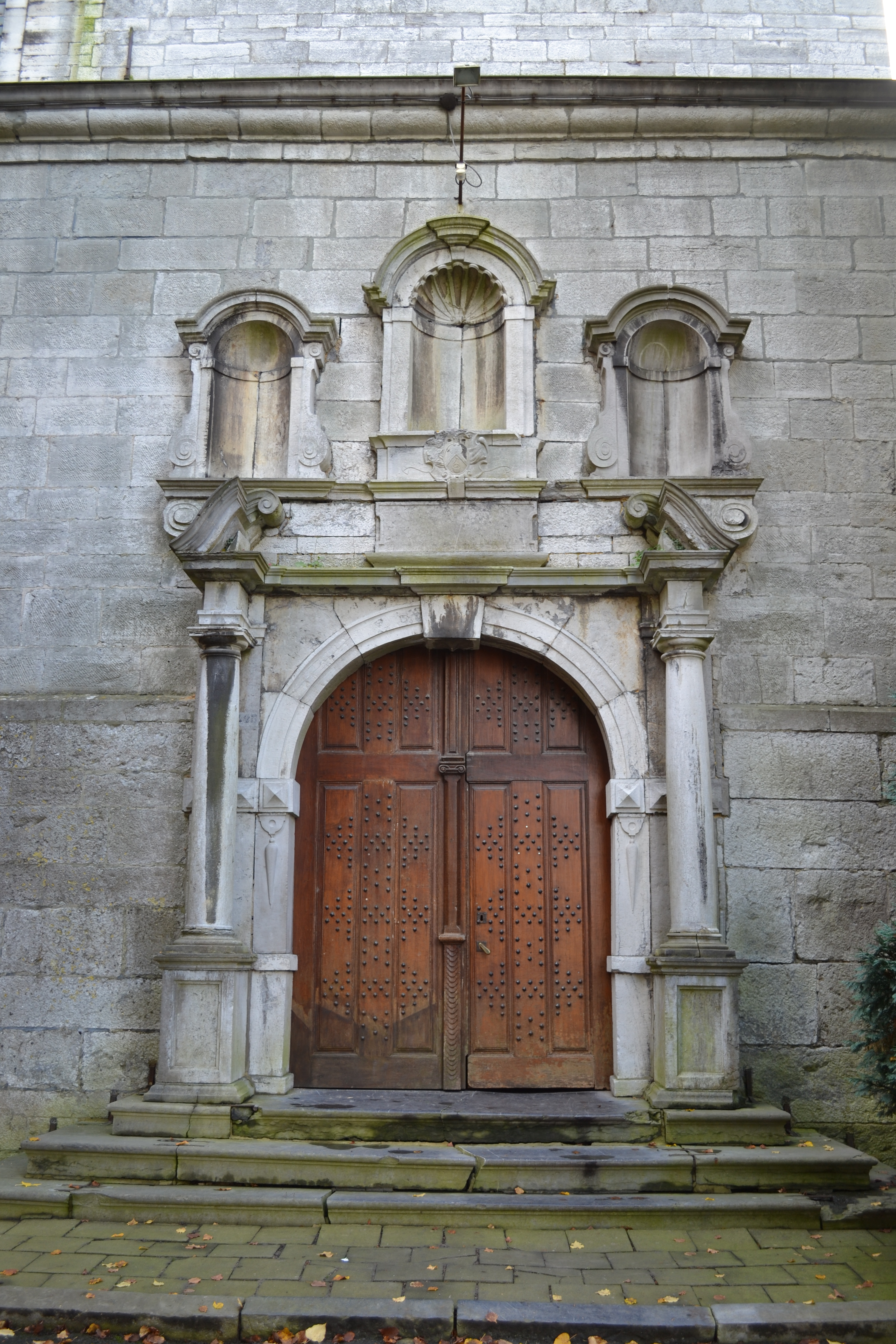
Le portail baroque de l'église.

L’église en calcaire de Meuse est bien appareillée. Elle comprend une tour-clocher carrée à l’ouest enserrée dans des bas-côtés continus, une courte nef de quatre travées et un chœur de trois pans.
Un grand oculus est présent dans la tour à l’ouest ainsi qu’une fenêtre en plein cintre. Les faces nord et ouest de celle-ci sont percées de baies. Elle est coiffée d’une flèche baroque octogonale où se calfeutre quatre clochetons. Les faces nord et ouest de la tour sont percées de deux baies à linteau droit. Au sommet, sur les quatre faces, sont percées deux ouïes en plein cintre à clé saillante.
Le collatéral nord contient un portail baroque en plein cintre très intéressant. Il est bordé de colonnes toscanes qui portent un fronton surmonté de trois niches vides. La niche du centre arbore une coquille et les armes de Jean Stapleaux. Le collatéral est percé de quatre fenêtres bombées à clé. La corniche est en calcaire de Meuse et est sous un appentis d’ardoises. On retrouve les mêmes baies à la nef principale mais ici, elles sont séparées par des petits contreforts. Le collatéral sud étant accolé à l’ancienne abbaye, la description n’en est pas possible.
À l’intérieur, la nef se compose de quatre travées avec des colonnes doriques annelées en marbre gris et en calcaire de Meuse, un choix qui rappelle l'église Saint-Loup de Namur. Leurs abaques carrés portent des arcades en plein cintre comportant des claveaux saillants, à nouveau, comme à Saint-Loup. Entre la nef et le chœur, un grand arc triomphal de même facture que les arcades en plein cintre est posé sur des pilastres. Les fenêtres sont appareillées comme les grandes arcades. Le vaisseau principal renferme une voûte d’ogives sur doubleaux qui retombent sur des consoles de calcaire. Les collatéraux ont des arcs doubleaux marqués de claveaux. Le rez-de-chaussée de la tour s’ouvre sur la nef par une grande arcade cintrée à claveaux ainsi que sur les collatéraux par une arcade en plein cintre. Le plafond est fait en bois et est composé de caissons peints. Le chœur contient des cuirs peints sur les murs. Il comprend quatre travées et d’une voûte d’ogives sur des arcs doubleaux.

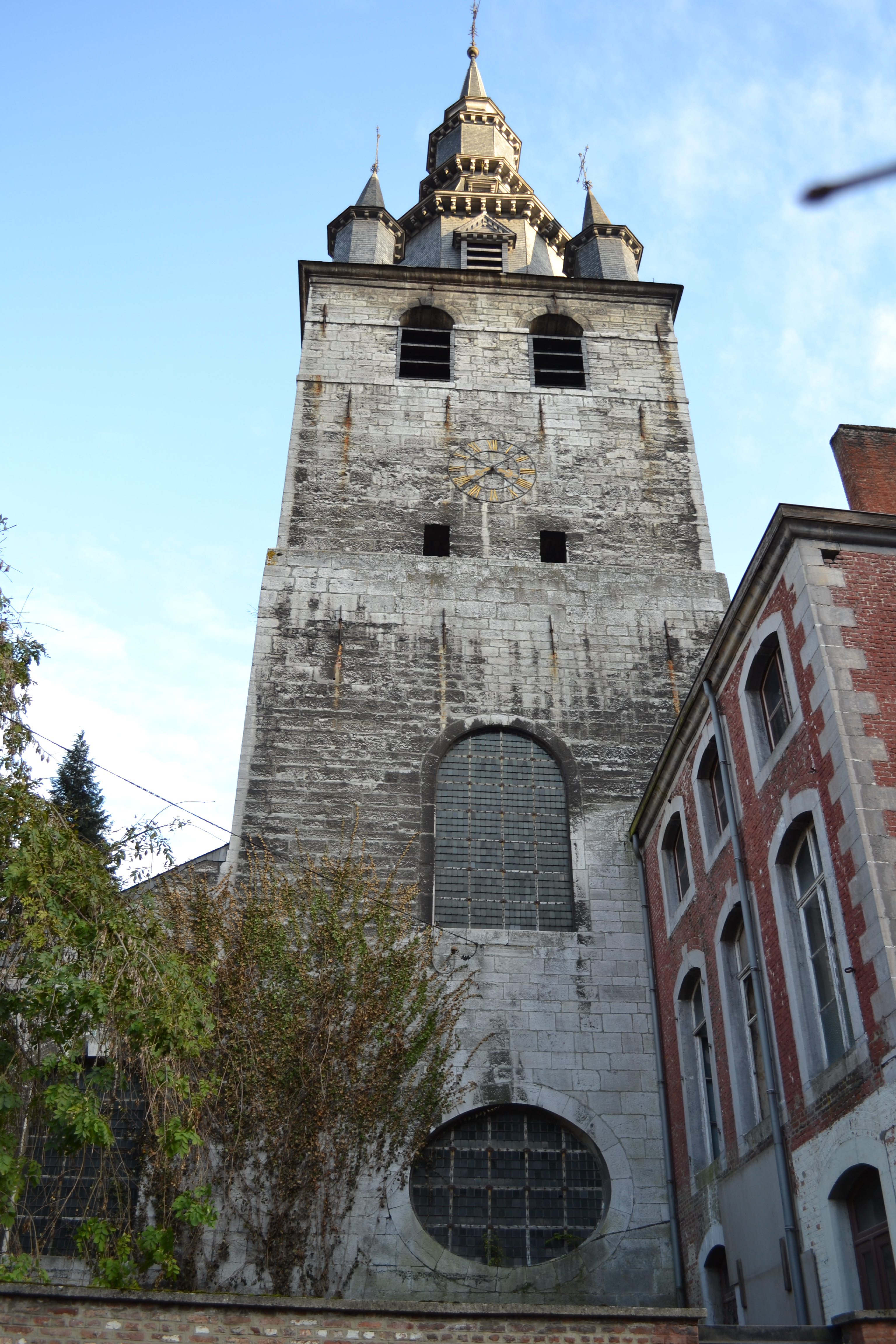
Tour carrée.
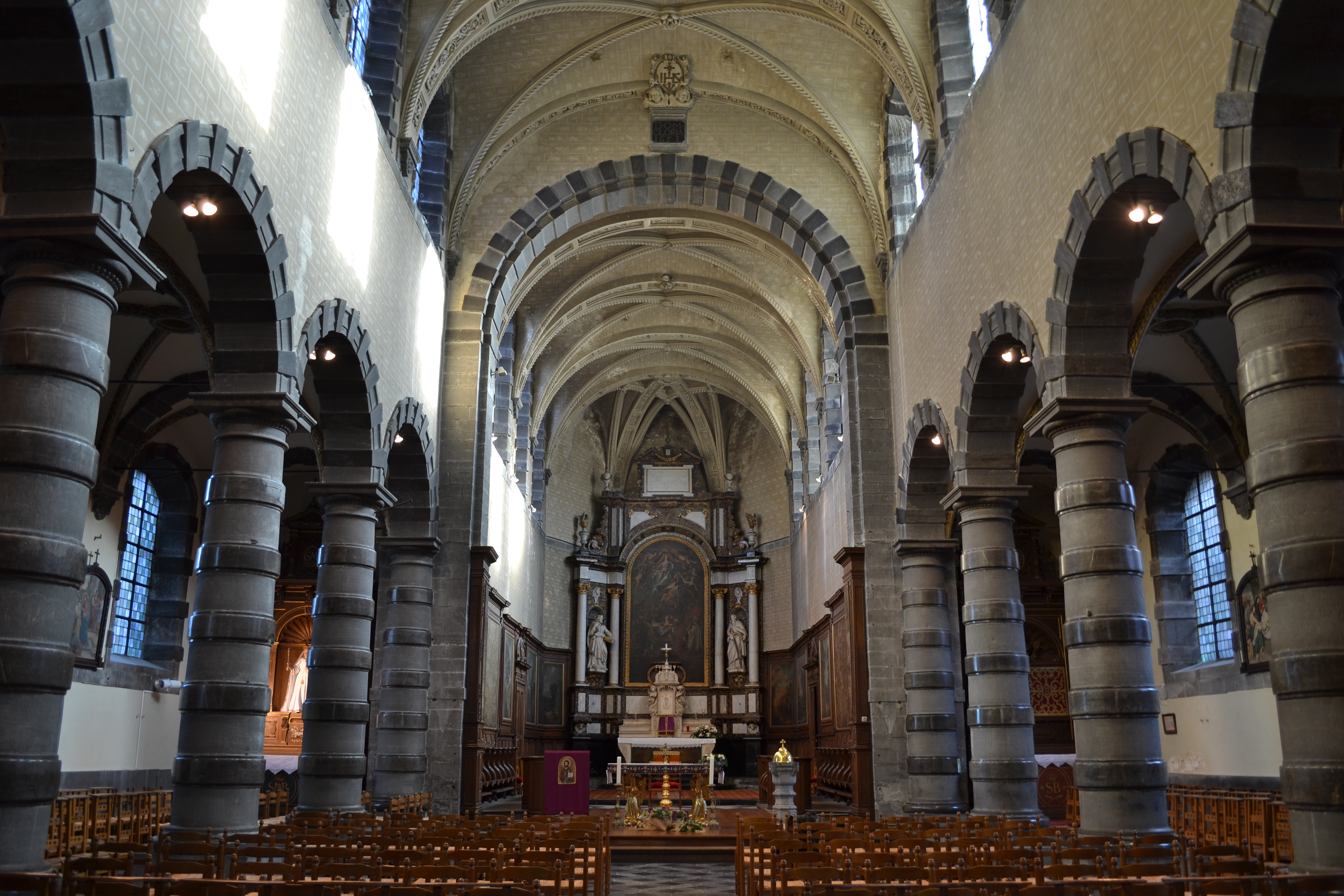
Vue générale de l'intérieur.
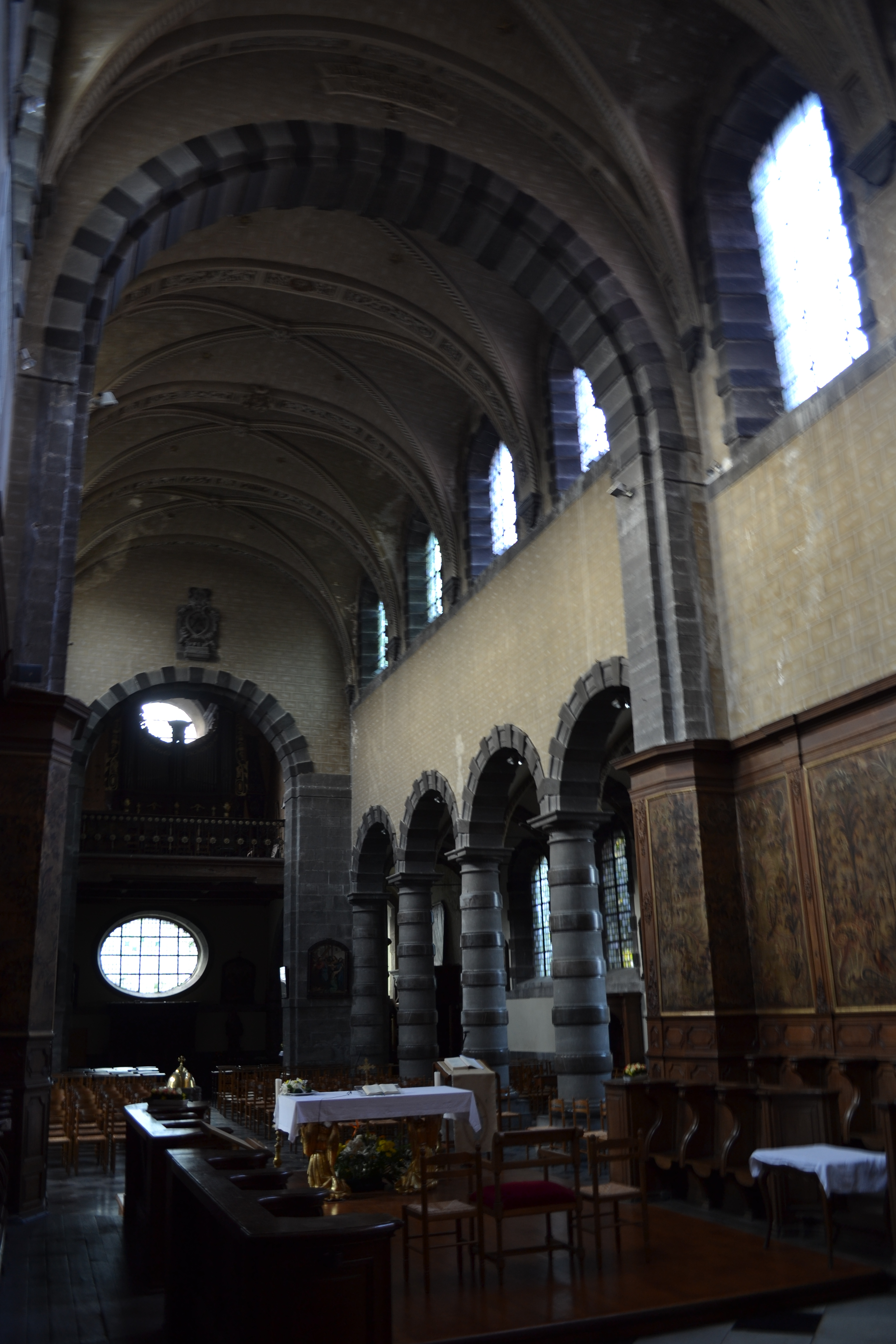
Vue de la nef.
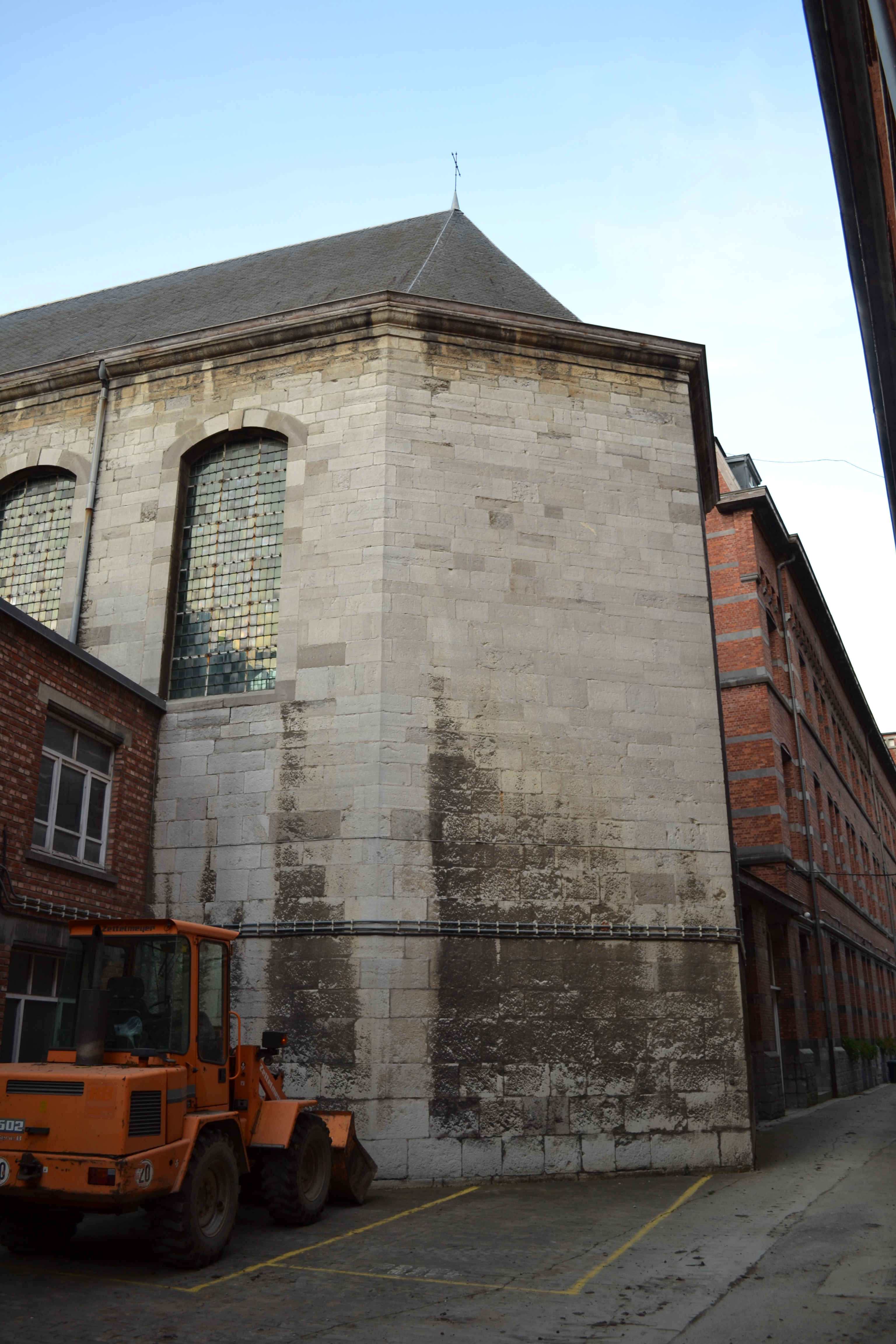
Abside.
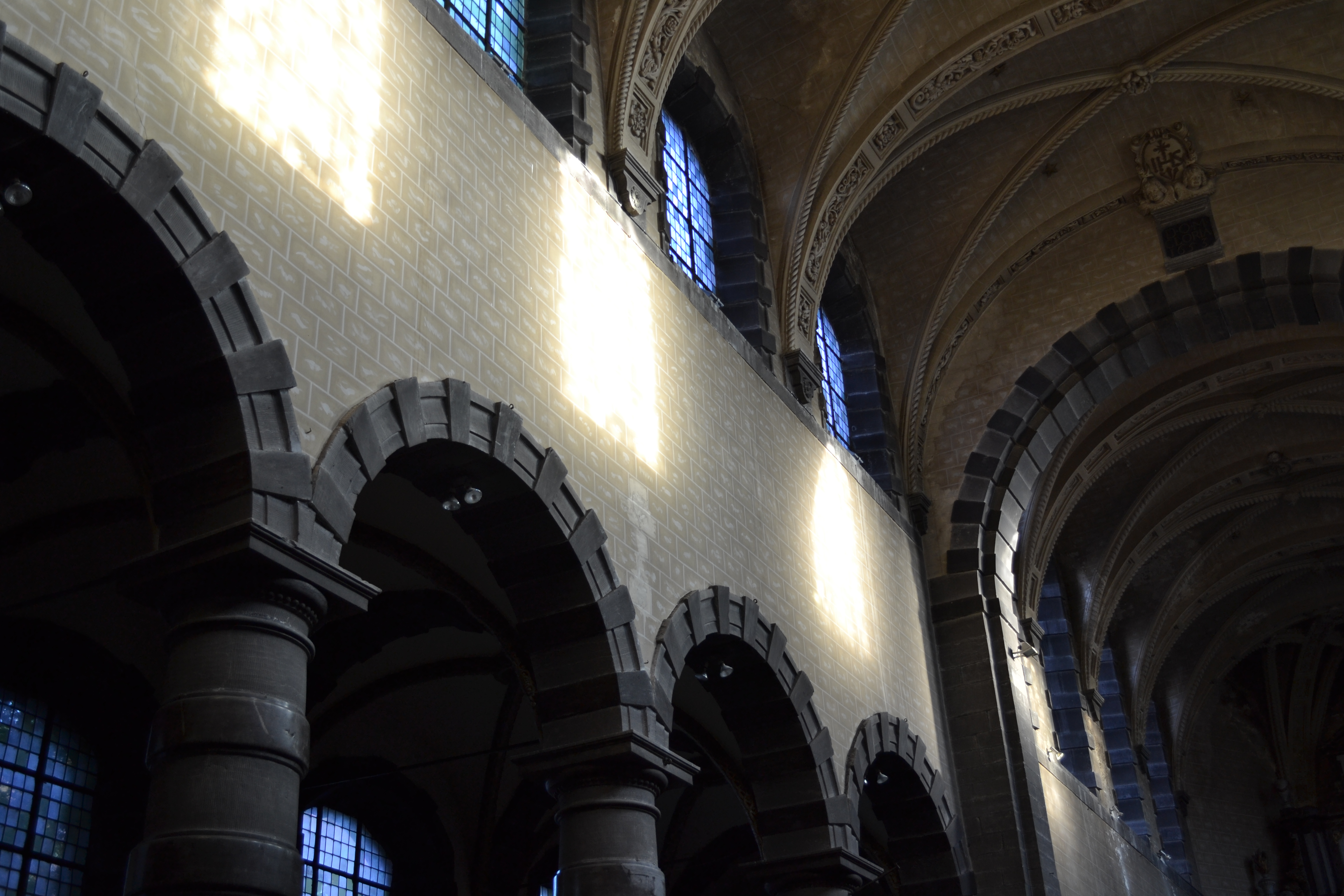
Mur de la nef.

## Style
Des commentaires stylistiques sont faits à l’égard de cette église. Ils disent qu’elle s’inspire du style baroque, c’est une construction d’esprit baroque dans laquelle on retrouve beaucoup de similitudes avec l’église Saint-Loup de Namur comme cela est suggéré dans cet ouvrage. La nef est de style baroque et le chœur de style rococo. Il a été construit après la nef en 1722, c’est pour cela qu’il n’est pas du même style que cette dernière plus ancienne comme mentionné dans cet ouvrage. Voilà en ce qui concerne le style mentionné dans les ouvrages consultés. Peu d’ouvrages traitent du sujet et peu d’entre eux font une analyse stylistique poussée.